# 오바마번

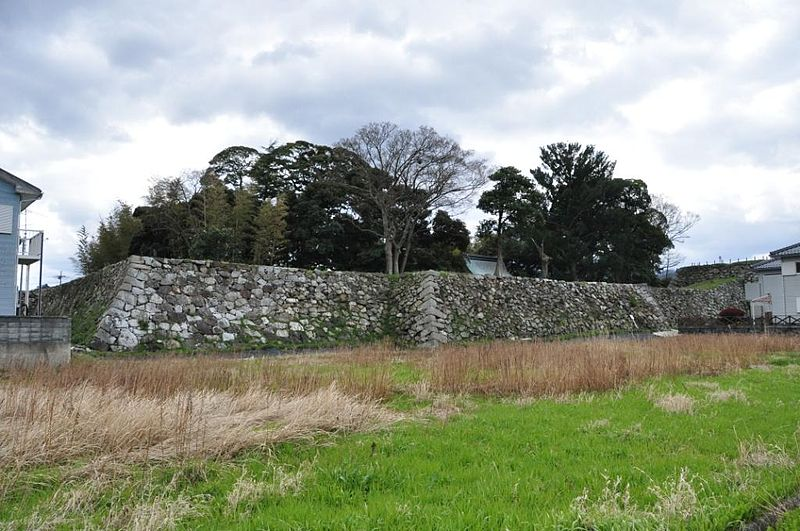

오바마 번(일본어: 小浜藩 오바마한[*])은 와카사국(지금의 후쿠이현)과 에치젠국 쓰루가군(지금의 쓰루가시)을 영유한 번이다. 번청은 오바마성(지금의 오바마시)에 위치해있다.

## 번의 역사
오바마번(小浜藩)은 일본 에도 시대(1603-1868)에 현재의 후쿠이현 오바마시를 중심으로 존재했던 번이다. 오바마번은 에도 막부 초기에 중요한 전략적 요충지로 자리매김하며 발전했다.
오바마번의 성립과 초기 통치
오바마번은 세키가하라 전투 이후, 도쿠가와 이에야스에 의해 교고쿠 다카쓰구(京極高次)가 와카사 국의 번주로 임명되면서 성립되었다. 교고쿠 가문은 오바마에 성을 쌓고 번의 기반을 다졌으나, 1634년 교고쿠 다다타카(京極忠高)가 이즈모 국으로 전봉되면서 그 지배는 짧게 끝났다.
이후 1634년부터 사카이 다다카쓰(酒井忠勝)가 오바마번의 번주로 부임하면서 사카이 가문의 통치가 시작되었다. 사카이 다다카쓰는 도쿠가와 이에야스를 섬긴 유력 가문의 일원으로, 에도 막부에서 다이로를 지내는 등 막부의 핵심 인물이었다. 사카이 가문은 이후 메이지 유신까지 약 230여 년간 오바마번을 통치하며 번의 안정과 발전에 기여했다.
오바마번의 지리적 중요성과 경제
오바마번은 일본해에 접해 있어 교통과 무역의 요충지로서 중요한 역할을 했다. 특히, 교토와 오사카 등 서일본의 주요 도시들과 연결되는 해상 교통로에 위치하여 상업적으로 번성했다. 번은 해산물, 특히 고등어 등 수산물 가공업이 발달했으며, 이것은 번의 중요한 수입원이 되었다. 또한, 오바마번은 기타마에부네(北前船)라고 불리는 상선을 이용한 교역으로 번의 재정을 확충했다.
막부와의 관계 및 통치 정책
오바마번의 사카이 가문은 대대로 막부의 요직을 맡으며 막부와의 긴밀한 관계를 유지했다. 이는 오바마번이 비교적 안정적인 통치를 유지하는 데 도움이 되었다. 번 내부적으로는 농업 생산성을 높이고, 해안 방어를 강화하는 등 다양한 정책을 추진했다. 또한, 유교를 장려하고 교육 기관을 설립하는 등 문화 발전에도 힘썼다.
재정 위기와 번정 개혁
에도 시대 후기로 갈수록 오바마번 역시 다른 번들과 마찬가지로 재정난에 직면했다. 산킨코타이(參勤交代) 제도 유지 비용, 자연재해, 그리고 막부의 명령으로 인한 지출 증가 등이 번의 재정을 압박했다. 이에 번에서는 검약령 시행, 새로운 산업 육성, 전매제 실시 등 다양한 재정 개혁 노력을 기울였다.
오바마번의 해체와 메이지 유신
19세기 중반, 서구 열강의 압력과 막부의 통치력 약화로 일본 전역에서 사회적 혼란이 가중되었다. 오바마번은 막부와의 관계가 깊었기에 메이지 유신 직전까지 막부 세력을 지지했다. 그러나 결국 1868년 메이지 유신으로 막부가 붕괴하고 메이지 신정부가 수립되면서, 오바마번도 변화의 물결을 피할 수 없었다.
1871년, 메이지 신정부의 폐번치현 단행으로 오바마번은 공식적으로 해체되었고, 그 영지는 후쿠이현에 편입되면서 오바마번의 역사는 막을 내렸다.
참고 자료
小浜藩 - Wikipedia (일본어)
번 - Wikipedia (한국어)

## 역대 번주
교고쿠씨
도자마 9만 2천석 → 11만 3천석
1. 다카쓰구(高次)
2. 다다타카(忠高)

사카이씨
후다이 11만 3천석 → 10만 3천석
1. 다다카쓰(忠勝)
2. 다다나오(忠直)
3. 다다타카(忠隆)
4. 다다소노(忠囿)
5. 다다오토(忠音)
6. 다다아키라(忠存)
7. 다다모치(忠用)
8. 다다요시(忠与)
9. 다다쓰라(忠貫)
10. 다다유키(忠進)
11. 다다요리(忠順)
12. 다다아키(忠義, 은거하기 몇달 전 다다토시로 개명)
13. 다다우지(忠氏)
14. 다다토시(忠禄, 재임)